# Paus Benedictus VIII
Benedictus VIII, geboren als Theophylactus van Tusculum (Rome, geboortedatum onbekend - aldaar, 9 april 1024) was paus van 1012 tot 1024. Hij was afkomstig uit het huis van Theophylactus, de graven van Tusculum en was de zoon van Gregorius, graaf van Tusculum. Zijn gezag werd betwist door tegenpaus Gregorius VI.
In 1014 kroonde hij Hendrik II tot keizer en leidde succesvol de verdrijving van de Saracenen uit Sardinië. In 1018 hield hij het concilie van Pavia, tegen de simonie en het huwelijk van geestelijken. Verder ondersteunde hij de hervormingsbeweging van de Orde van Cluny en de godsvrede.
Cursief: tegenpaus
- Biblioteca Nacional de España: XX1304918
- Gemeinsame Normdatei: 118655426
- International Standard Name Identifier: 0000 0000 7821 2223
- Library of Congress Control Number: nb2007019571
- Nationale Bibliotheek van Israël: 987007397421805171
- Virtual International Authority File: 70918274
- WorldCat: E39PBJmxTbFvRGW8wp8gKg48YP